# كريس ويلر (لاعب كرة قاعدة)
كريس ويلر (بالإنجليزية: Chris Wheeler)‏ هو لاعب كرة قاعدة أمريكي، ولد في 9 أغسطس 1945 في Egg Harbor Township, New Jersey ‏ في الولايات المتحدة.